# Элдер, Эрберту
Эрбе́рту Э́лдер (порт. Herberto Hélder de Oliveira; 23 ноября 1930, Фуншал — 23 марта 2015, Кашкайш) — португальский поэт.

## Биография
Родился на острове Мадейра в еврейской семье. В 1946 году приехал в Лиссабон, в 1948 перебрался в Коимбру, где поступил в университет, сначала — на юридический факультет, но потом перешёл на романскую филологию. Курс не окончил. Вернулся в Лиссабон, сменил несколько профессий, сблизился с кружком поэтов, близких к сюрреализму, куда входили Мариу Цезарини, Луис Пашеку и др. Дебютировал в 1958 году книгой стихов Любовь на время визита. Странствовал по Европе. В начале 1970-х жил в Анголе, где занимался журналистикой. Опубликовал несколько книг прозы. Сотрудничал с оппозиционным издательством Dom Quixote, основанным Сну Абекассиш.

## Сборники стихов
- Любовь на время визита/ O Amor em Visita (1958)
- Ложка во рту/ A Colher na Boca (1961)
- Поэмакт/ Poemacto (1961)
- Место/ Lugar (1962)
- Электрониколирика/ Electronicolirica (1964)
- Гумус/ Húmus (1967)
- Портрет в движенье/ / Retrato em Movimento (1967)
- Ночной пьяница/ O Bebedor Nocturno (1968)
- Vocação Animal (1971)
- Кобра/ Cobra & etc. (1977)
- O Corpo o Luxo a Obra (1978)
- Photomaton & Vox (1979)
- Flash (1980)
- Обхватив голову руками/ A Cabeça entre as Mãos (1982)
- As Magias (1987)
- Última Ciência (1988)
- Do Mundo (1994)
- A Faca Não Corta o Fogo — Súmula & Inédita (2008)
- Певческое ремесло/ Ofício Cantante (2009)

## Публикации на русском языке
- Крик// Современный португальский рассказ. М.: Художественная литература, 1983

## Признание
- Премия Пессоа (1994). Стихи Элдера выходили книгами в переводах на английский, французский, немецкий, испанский, итальянский, нидерландский языки.